# تويوتا كريسيدا
تويوتا كريسيدا هي إحدى الطرازات المتوسطة الحجم عالية الفخامة التي أنتجتها شركة تويوتا للسيارات.
بدأ إنتاجها باليابان عام 1973م بعد تغيير اسم طراز كورونا مارك 2 إلى كريسيدا، وبدأ تصديرها من الجيل الثاني عام 1977م إلى معظم أنحاء العالم. بتغييرات بسيطة بالجسم وبنفس الهيكل أصبحت متاحة كتويوتا مارك 2، تويوتا كريستا وتويوتا تشاسر. انتهى تصنيع كريسيدا عام 1992م (1993م بالولايات المتحدة) ولكن طرازات كريستا، مارك 2 وتشاسر استمرت حتى أوائل الألفية.
لُقب طراز كريسيدا بالولايات المتحدة بـ «سوبرا رباعية الأبواب» وذلك لاشتراكهم بنفس المحرك نوع إم ذو الـ 6 اسطوانات وكون دفعهم بالعجلات الخلفية وكونهما مع لاندكروزر يمثلوا رايات تويوتا حول العالم.
توفرت كريسيدا حول العالم بعدة محركات كنوع إم مع 6 اسطوانات مستقيمة ونوع جي مع 6 اسطوانات على حرف L ونوع آر مع 4 اسطوانات مستقيمة بنزين أو على حرف L ديزل.
توجد منها نسخة رياضية تم إنتاجها لمدة 3 اعوام من سنة 1986 إلى سنة 1988 وتم ايقاف إنتاجها لدواعي أمنية وهو طراز Toyota Cressida GTX GT بسبب سرعتها العالية حيث تصل الي 280 كم / ساعة ومحرك من 8 اسطوانات وبسعر اقتصادي.[محل شك]
تم إيقاف تصنيع كريسيدا في سنة 1997م، ولكن في بعض دول الشرق الأوسط مازلت تتوفر عندهم حتى سنة 1997م، كانت عبارة عن سيارت مخزنة مسبقة الصنع.

## المواصفات
مواصفات كريسيدا جراندي الخيار الكامل موديل 1992:
1- مقاعد جلدية.
2- تسخين مقاعد
3- فتحة سقف كهربائية
4- نوافذ كهربائية
5- مثبت سرعة
6- مسجل كاسيت
7- تكيف هواء باللمس
8- جهاز تحكم عن بعد